# Psycho
För andra betydelser, se Psycho (olika betydelser).
Psycho är en amerikansk psykologisk skräckfilm från 1960 i regi av Alfred Hitchcock. I huvudrollerna ses Anthony Perkins och Janet Leigh. Filmen nominerades till fyra Oscars för bland annat bästa regi till Hitchcock och bästa kvinnliga biroll till Janet Leigh. Den vann en Golden Globe för bästa kvinnliga biroll till Leigh.

## Handling

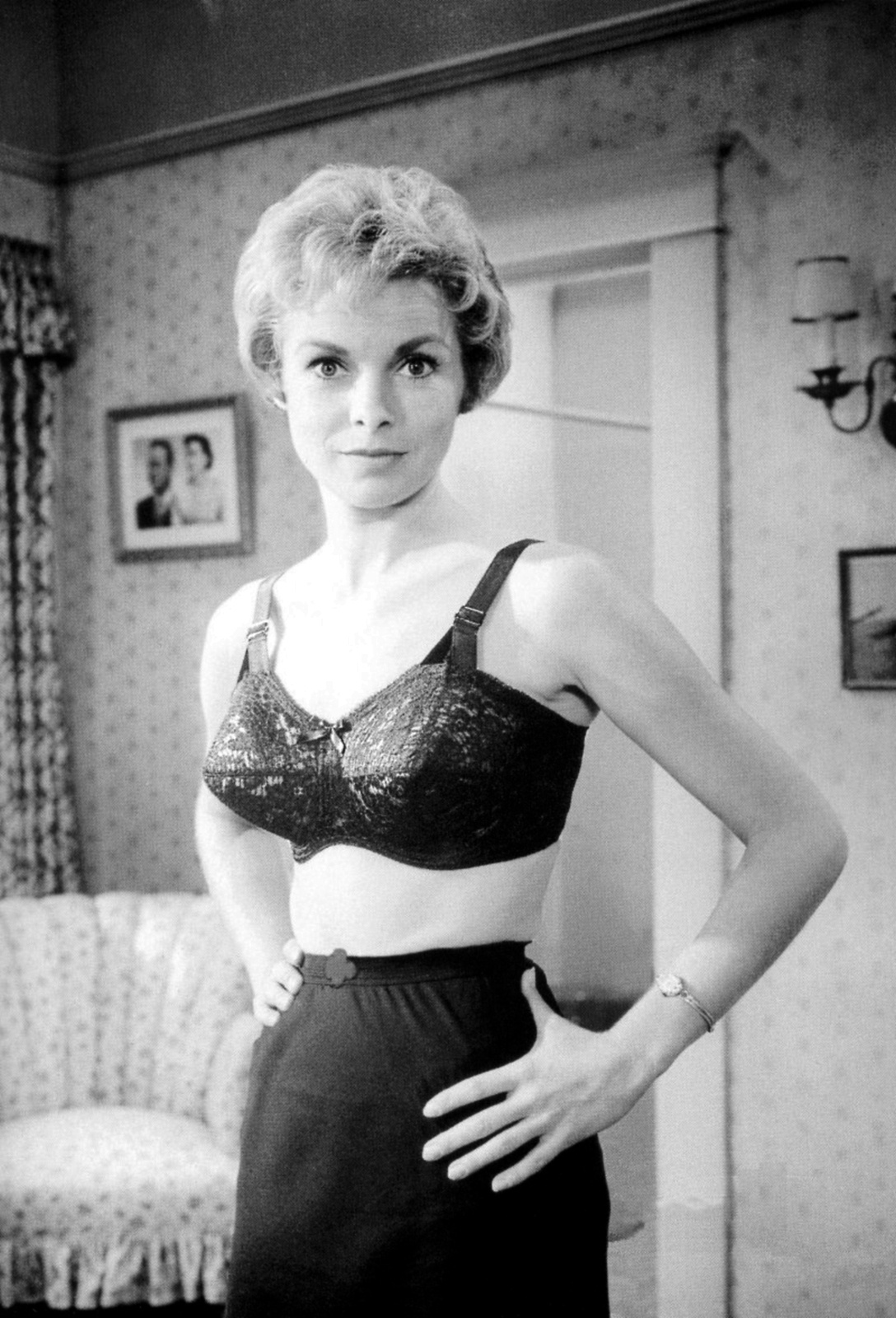
Janet Leigh i rollen som Marion Crane.

Kontoristen Marion Crane (Janet Leigh) stjäl 40 000 dollar från sin arbetsgivare när hon befinner sig i Phoenix för att lösa de ekonomiska problem som hennes älskare har hamnat i. På väg till sin älskare i Kalifornien tar hon in på ett motell som drivs av den unge Norman Bates (Anthony Perkins).
Mr. Bates och Marion äter middag tillsammans på kvällen. Samtalet är till en början stillsamt, men Norman brusar upp när Marion föreslår att han borde skaffa sig hjälp med att ta hand om sin gamla mor. Marion ursäktar sig och förklarar att hon har en lång bilfärd framför sig under morgondagen, eftersom hon skall köra tillbaka till Phoenix.
Inne på sitt rum bestämmer sig Marion för att lämna tillbaka de stulna pengarna. Norman observerar genom ett hål i väggen på sitt kontor hur hon klär av sig. Marion tar en lång dusch i ett badrum. En dunkel kvinnlig gestalt inträder och hugger Marion till döds med en kniv. En förtvivlad Norman finner den blodiga kroppen, städar upp brottsplatsen och dumpar Marions bil i ett träsk.

## Rollista
- Anthony Perkins – Norman Bates
- Janet Leigh – Marion Crane
- Vera Miles – Lila Crane (Marions syster)
- John Gavin – Sam Loomis (Marions älskare)
- Martin Balsam – Det. Milton Arbogast
- John McIntire – sheriff Al Chambers
- Simon Oakland – doktor Fred Richman
- Frank Albertson – Tom Cassidy
- Pat Hitchcock – Caroline
- Vaughn Taylor – George Lowery
- Lurene Tuttle – Mrs. Chambers
- John Anderson – California Charlie
- Mort Mills – polisman

### Ej krediterade i urval
- Virginia Gregg – Norma Bates (röst)
- Jeanette Nolan – Norma Bates (röst)
- Paul Jasmin – Norma Bates (röst)
- Alfred Hitchcock – man utanför Marions kontor (cameo)
- Francis De Sales – biträdande distriktsåklagare Alan Deats
- George Eldredge – polischef James Mitchell
- Sam Flint – county sheriff
- Frank Killmond – Bob Summerfield (Sams arbetskamrat)
- Ted Knight – polisman som vaktar Norman Bates
- Anne Dore – "Mother" (Normans alter ego)

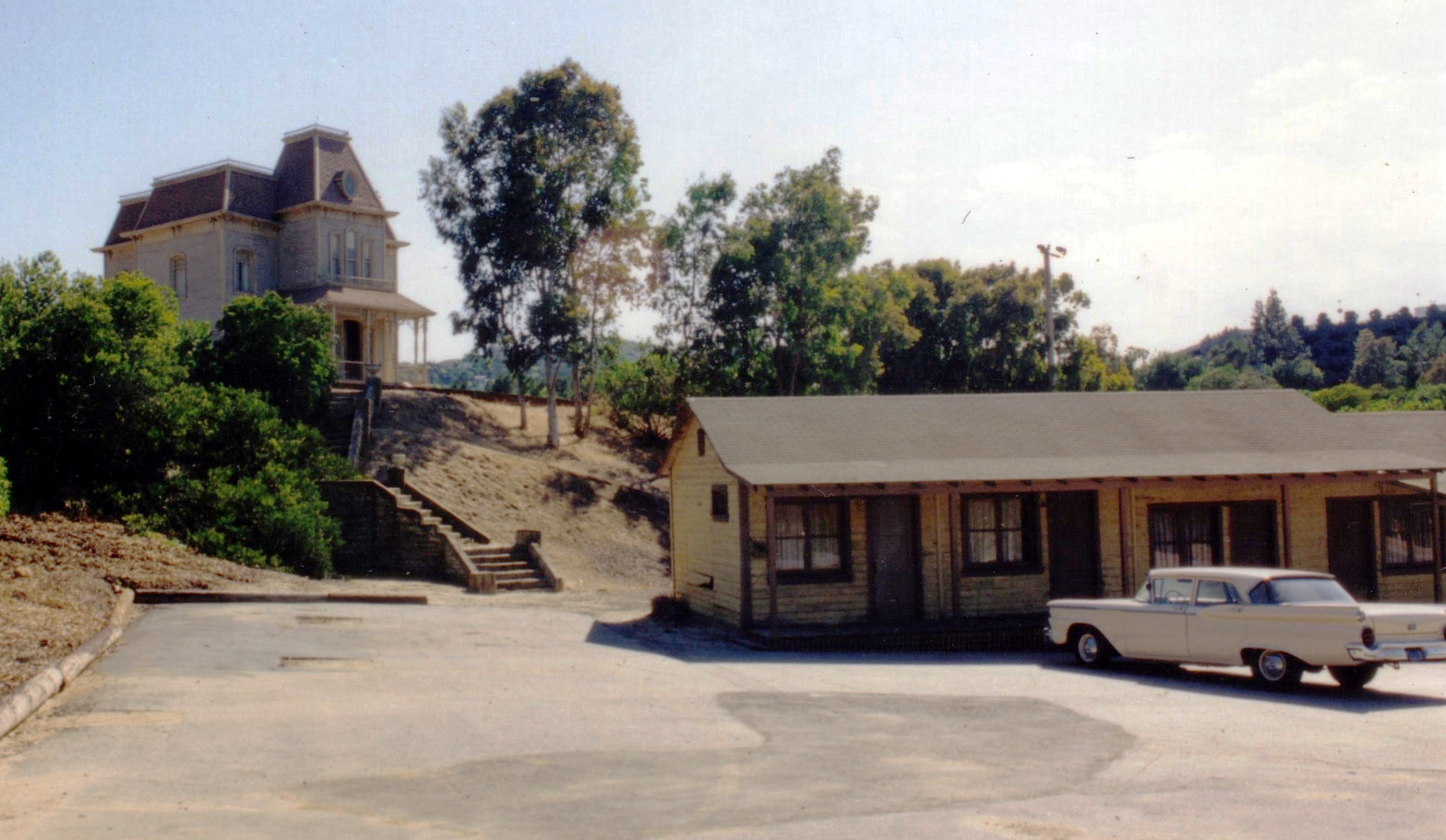
Till höger motellet där mordet äger rum. Till vänster huset där Norman Bates och hans mor bor.

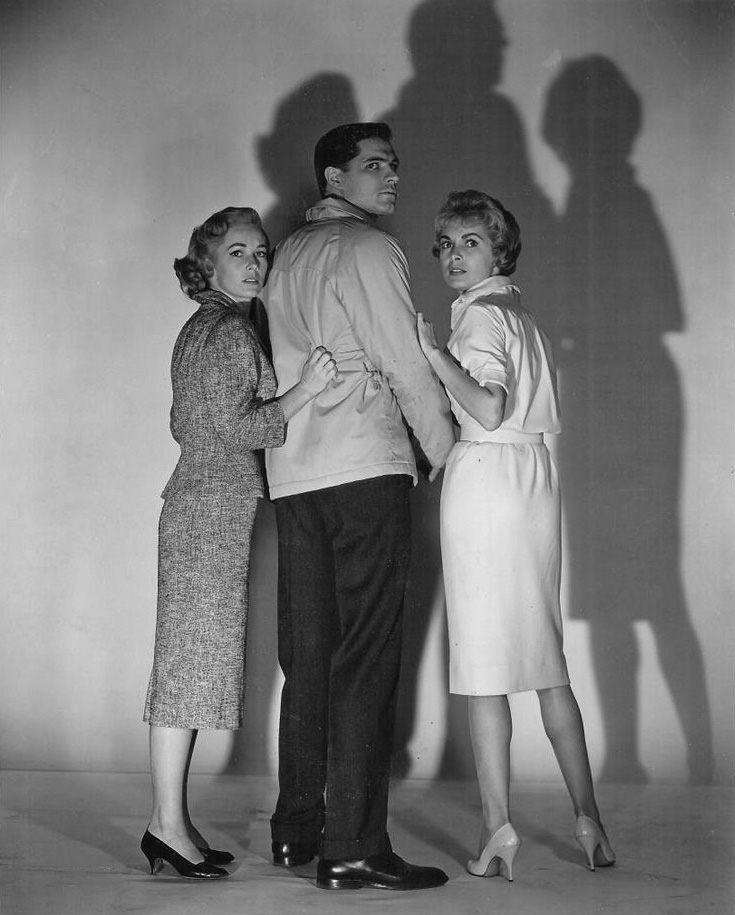
Vera Miles, John Gavin och Janet Leigh.

## Om filmen

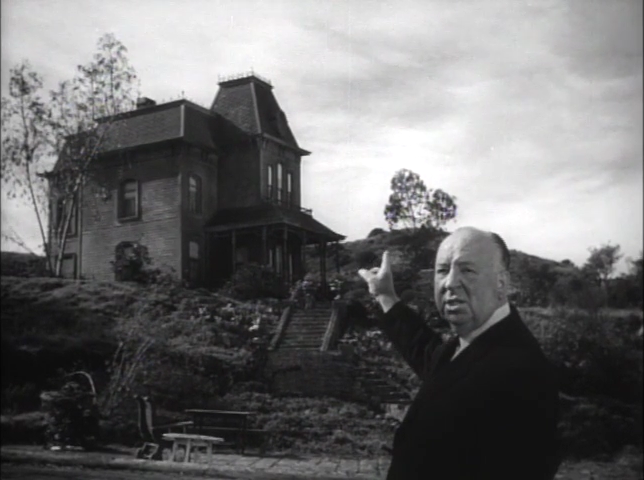
Från filmens trailer.

Filmens mest kända scen, i vilken en kvinna blir mördad när hon duschar, har blivit legendarisk och har även skapat det så kallade "Psycho-syndromet" (som innebär att man är rädd för att duscha och även att man har en konstant rädsla för knivar och för att bli mördad). Det finns många senare filmer som innehåller liknande scener.
Psycho har även fått tre uppföljare: Psycho II (1983), Psycho III (1986) och Psycho 4 (1990). Alla uppföljare är inspelade i färg; den första filmen från 1960 är svartvit. År 1998 gjordes en nyinspelning, Psycho.
Den personlighetskluvne Norman Bates är löst baserad på en verklig seriemördare, Ed Gein.

## Filmmusik
Musiken i Psycho är komponerad av Bernard Herrmann. Till en början var filmen, främst av ekonomiska skäl, tänkt att vara helt eller till stora delar utan musik. Tanken var då att filmljudet i stor utsträckning skulle ersätta musik. Det var därför först efter att filmen inte fått tillräckligt stort genomslag hos Paramount Pictures som Hitchcock började samarbeta med Herrmann.
Musiken utgörs av dubbel uppsättning av instrumenten violin, viola, cello och kontrabas, och skall genom disharmoni representera Norman Bates psyke. I duschscenen har Herrmann dessutom använt rytm för att efterlikna knivhuggen, och ljudet av skriken.

## Trivia
- Norma "Mother" Bates (mor till Norman Bates) uppträder endast som röster.
- Anne Dore var utvald av Alfred Hitchcock till "body-double" för Anthony Perkins i dusch-scenen i Psycho, eftersom han inte ville att någon av Perkins fysiska attribut skulle förråda hans identitet så tidigt i filmen. Dore bar Norma Bates kostym och gjorde alla handlingar med kniv.[14]
- Patricia "Pat" Hitchcock är dotter till Alfred Hitchcock och Alma Reville.
- Alfred Hitchcock är synlig i ett fönster, iförd stetsonhatt, stående utanför Marion Cranes kontor. Kostymansvariga Rita Riggs har sagt att Hitchcock valde denna scen för sin cameo så att han kunde vara med i en scen, tillsammans med sin dotter (som spelade en av Marions kollegor). Andra har föreslagit att han valde detta tidiga framträdande i filmen för att undvika att distrahera dess publik.[15]

## Nomineringar och utmärkelser
| Priser och nomineringar | Priser och nomineringar      | Priser och nomineringar                          | Priser och nomineringar | Priser och nomineringar |
| Utmärkelse              | Kategori                     | Mottagare                                        | Resultat                |                         |
| ----------------------- | ---------------------------- | ------------------------------------------------ | ----------------------- | ----------------------- |
| Oscar                   | Bästa regi                   | Alfred Hitchcock                                 | Nominerad               |                         |
| Oscar                   | Bästa kvinnliga biroll       | Janet Leigh                                      | Nominerad               |                         |
| Oscar                   | Bästa foto – svartvitt       | John L. Russell                                  | Nominerad               |                         |
| Oscar                   | Bästa scenografi – svartvitt | Joseph Hurley, Robert Clatworthy och George Milo | Nominerad               |                         |
| Golden Globe            | Bästa kvinnliga biroll       | Janet Leigh                                      | Vann                    |                         |